# Pharsalia strandi
Pharsalia strandi là một loài bọ cánh cứng trong họ Cerambycidae.